# Dwight Walton
Dwight Walton (Montréal, 25 marzo 1965) è un ex cestista canadese.

## Carriera
Con il Canada ha disputato i Giochi olimpici di Seul 1988, due edizioni dei Campionati mondiali (1990, 1994) e tre dei Campionati americani (1988, 1993, 1995).